# Списък на реките в Ню Хемпшир
Списъкът на реките в Ню Хемпшир включва основните реки, които текат в щата Ню Хемпшир, Съединените американски щати.
Щатът се отводнява в Атлантическия океан. Най-големите реки са Кънектикът (която тече по границата с Върмонт) и Меримак.

## По водосборен басейн
- Кънектикът
  - Ашулът
  - Амоносук
  - Горна Амоносук

- Меримак
  - Сънкук
  - Соухеган
  - Контукук
  - Пемигиуасет
- Андроскогин

- Сако
  - Осипи

- Пискатакуа
  - Салмън Фолс

## По азбучен ред
- Амоносук
- Андроскогин
- Ашулът
- Горна Амоносук
- Контукук
- Кънектикът
- Меримак
- Осипи
- Пемигиуасет
- Пискатакуа
- Сако
- Салмън Фолс
- Соухеган
- Сънкук